# Maximilian Brückner

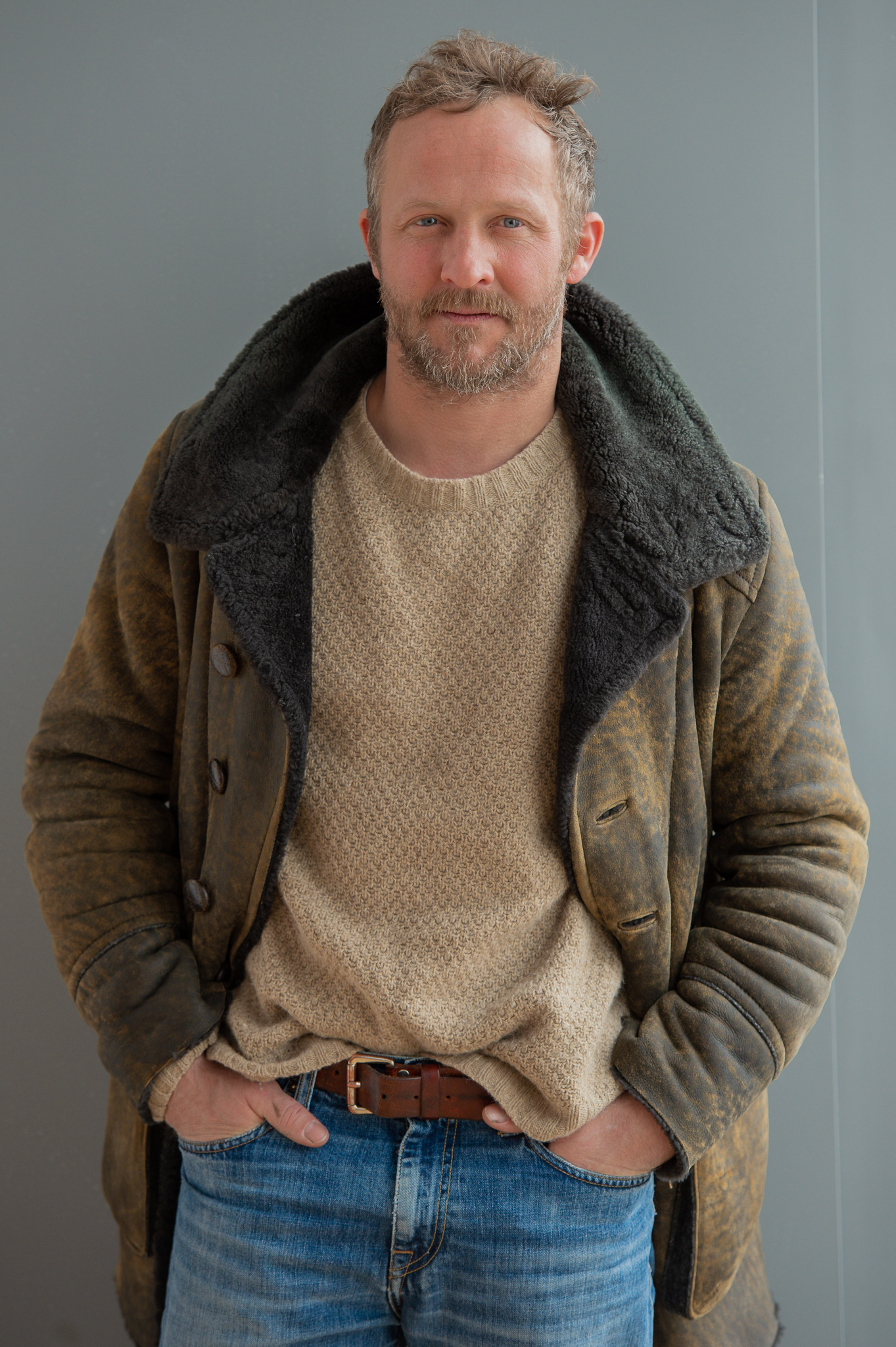
Maximilian Brückner, 2019

Maximilian Brückner (* 10. Januar 1979 in München) ist ein deutscher Schauspieler. Seinen Durchbruch hatte er 2004 als Ecki in Sherry Hormanns Filmkomödie Männer wie wir. Einem breiten Fernsehpublikum wurde er ab 2006 als Tatort-Kommissar Franz Kappl bekannt.

## Leben

### Familie und Privates
Maximilian Brückner hat sieben jüngere Geschwister, vier Brüder und drei Schwestern. Seine Brüder Florian Brückner, Dominikus Brückner und Franz-Xaver Brückner sowie seine Schwestern Susanne Wiesner und Isabella Brückner sind ebenfalls Schauspieler. Mit Florian spielte er in den Filmen Räuber Kneißl und Was weg is, is weg, Christian Lerchs 2011 gedrehtem Regiedebüt, jeweils ein Brüderpaar.
Privat tanzt Brückner Schuhplattler und spielt Tuba. Seit 2012 ist er mit Magdalena Staudacher verheiratet. Im April 2017 wurden sie zum ersten Mal Eltern einer Tochter, Ende 2019 kam eine weitere Tochter zur Welt.
Brückner lebt mit seinen Eltern und mehreren Geschwistern in der Zenzmühle bei Bad Endorf in einem Mehrgenerationenhaus, das er gemeinsam mit seinen Geschwistern renoviert hat.

### Ausbildung und Theater
Brückner absolvierte seine Schauspielausbildung von 2001 bis 2003 an der Otto-Falckenberg-Schule in München Er war einer der Studenten, die 2001 von Theaterintendant Christian Stückl für die Sommerakademie für Baierisches Volksschauspiel ausgewählt wurden. 2002 erhielt er sein erstes Engagement am Münchner Volkstheater, wo er u. a. in Inszenierungen wie in Wilhelmine von Hillerns Die Geier-Wally (Leander Klotz), Friedrich Schillers Die Räuber (Karl Moor) oder in Henrik Ibsens Peer Gynt (Titelrolle) spielte. Für seine Darstellung des Boandlkramers in Kurt Wilhelms Theaterstück Der Brandner Kaspar und das ewig’ Leben erhielt er den Merkur-Theaterpreis. Er spielte damit die Paraderolle von Toni Berger, die dieser in der ursprünglichen Inszenierung weit über 1000 Mal verkörpert hatte. Er beschrieb seine Rolle als eine „Mischung aus Pumuckl, Marilyn Manson und Gollum aus Herr der Ringe. Der Boandlkramer ist nicht dumm. Er ist wie ein kleines Kind, dem man Macht über eine Armee gibt.“ Von 2004 bis 2006 spielte er bei den Salzburger Festspielen den Mammon im Jedermann.

### Film und Fernsehen

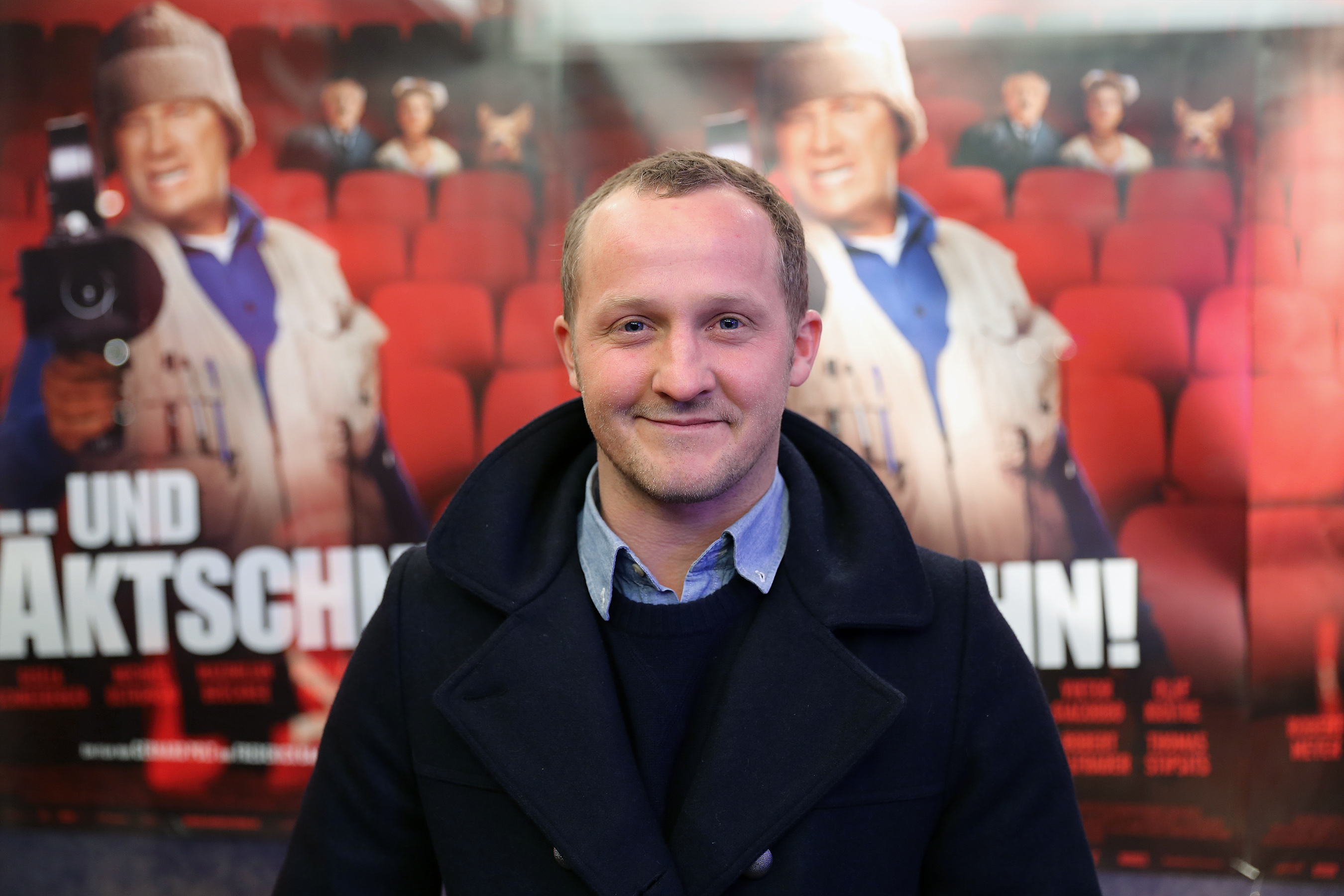
Maximilian Brückner, 2014

Seit 2002 wirkt Brückner auch in zahlreichen Film- und Fernsehproduktionen mit. Erstmals vor der Kamera stand er für die Fernsehserie Café Meineid von Franz Xaver Bogner, wo er als Tom Kurowski einen Gastauftritt hatte. Sein Leinwanddebüt und zugleich seine erste Hauptrolle als fußballbegeisterter Ecki gab er 2004 in der von Sherry Hormann inszenierten Filmkomödie Männer wie wir.  2005 übernahm er im Oscar-nominierten Spielfilm Sophie Scholl – Die letzten Tage die Rolle des Militärarztes Willi Graf. Dieter Wedel besetzte ihn in einer Nebenrolle als Thomas Hupach in seinem Fernsehzweiteiler Papa und Mama, was ihm eine Nominierung für den Adolf-Grimme-Preis einbrachte.
Einem breiten Fernsehpublikum wurde Brückner als Tatort-Kommissar Franz Kappl im Auftrag des Saarländischen Rundfunks bekannt, wo er ab Oktober 2006 gemeinsam mit Gregor Weber als Kommissar Stefan Deininger ermittelte. Nach Abschluss der Dreharbeiten zur siebten Folge (Ausstrahlung im Januar 2012) wurden die Verträge mit den Schauspielern nicht mehr verlängert. 2008 übernahm er an der Seite von Hannelore Elsner die Rolle ihres Filmsohns Karl Angermeier in Doris Dörries Filmdrama Kirschblüten – Hanami. 2012 war er in einer kleineren Rolle als deutscher Offizier in Steven Spielbergs Kriegsepos Gefährten (War Horse) zu sehen. In dem Fernsehfilm Clara Immerwahr übernahm er neben Katharina Schüttler die Rolle des Chemikers Fritz Haber. Von 2015 bis 2020 spielte er die Hauptrolle des Kommissars Franz Germinger jr. in der ZDF-Krimriehe Schwarzach 23. Für den historischen ZDF-Fernsehfilm Zwischen Himmel und Hölle über den Beginn der Reformation in Wittenberg stand er 2016 an der Seite von Jan Krauter, Johannes Klaußner und Aylin Tezel als Reformator Martin Luther vor der Kamera. 2017 und 2019 war Brückner in der bayerischen Fernsehserie Hindafing in der Hauptrolle des Provinzbürgermeisters Alfons Zischl zu sehen. Unter der Regie von Matti Geschonneck spielte er 2022 den NS-Richter Karl Eberhard Schöngarth im Fernsehfilm Die Wannseekonferenz.

### Politisches Engagement
Im März 2008 wurde Brückner bei den Kommunalwahlen in Bayern für die CSU zum Gemeinderat in seiner Heimatgemeinde Riedering im Landkreis Rosenheim gewählt. Aufgrund eines Wohnortwechsels hat er dieses Mandat jedoch zurückgegeben.

## Filmografie

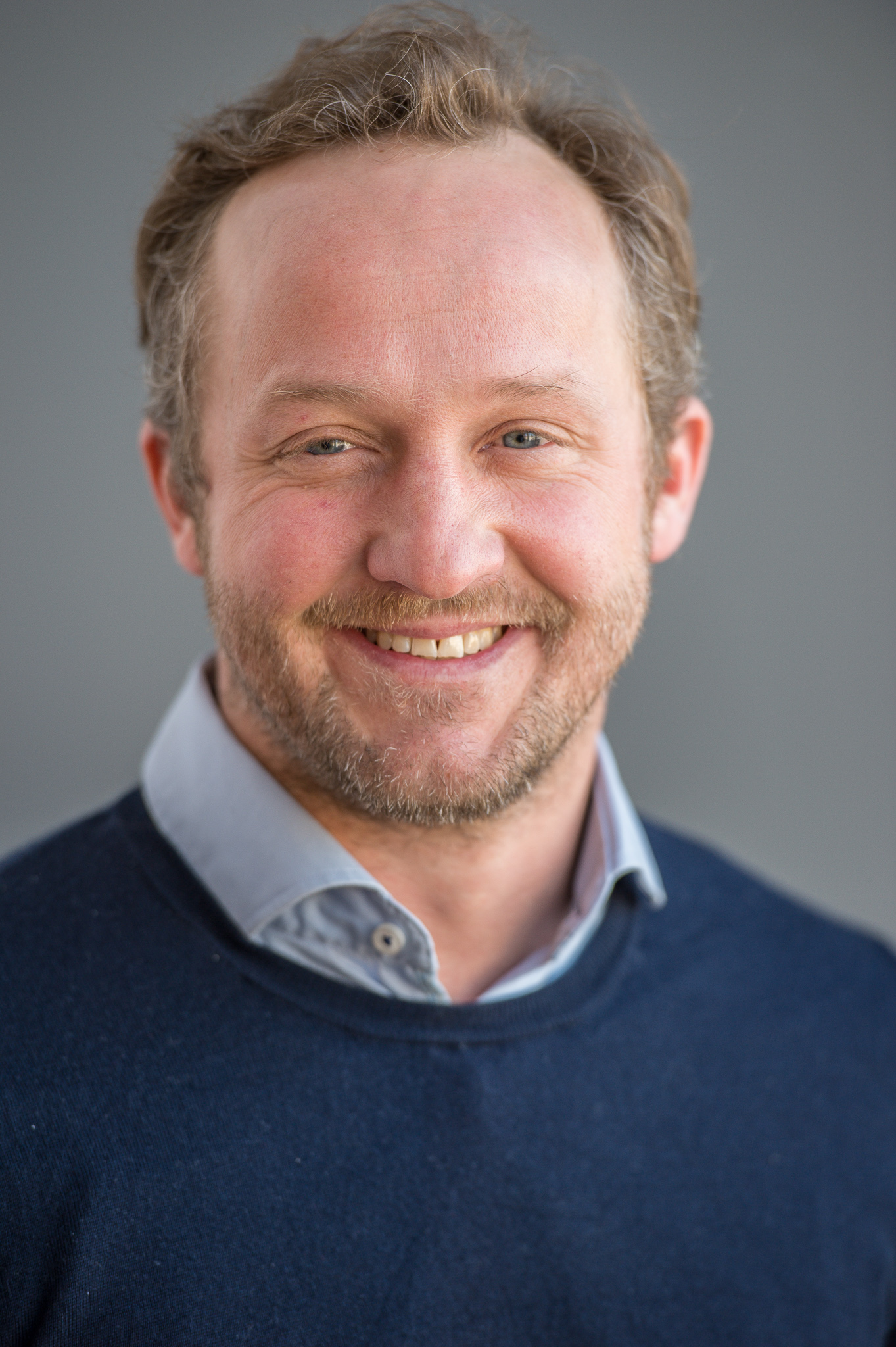
Maximilian Brückner, 2017

### Kinofilme
- 2003: Männer wie wir
- 2004: Allein
- 2005: Sophie Scholl – Die letzten Tage
- 2006: Wer früher stirbt ist länger tot
- 2006: Schwere Jungs
- 2008: Selbstgespräche
- 2008: Kirschblüten – Hanami
- 2008: Räuber Kneißl
- 2010: Kongo
- 2010: Freche Mädchen 2
- 2010: In aller Stille
- 2011: Resturlaub
- 2011: Rubbeldiekatz
- 2011: Gefährten (War Horse)
- 2012: Was weg is, is weg
- 2013: Spieltrieb
- 2013: Und Äktschn!
- 2018: Das schönste Paar
- 2021: Generation Beziehungsunfähig
- 2022: Wunderschön

### Fernsehfilme
- 2003: Männer häppchenweise
- 2005: Fünf-Sterne-Kerle inklusive
- 2005: Mozart – Ich hätte München Ehre gemacht
- 2006: Papa und Mama
- 2007: Mein alter Freund Fritz
- 2010: Schutzlos
- 2011: Die Route
- 2014: Clara Immerwahr
- 2015: Tannbach – Schicksal eines Dorfes (Mehrteiler, Teil Mein Land, dein Land)
- 2015: Es kommt noch besser
- 2015: Die Insassen
- 2017: Zwischen Himmel und Hölle
- 2018: Der Mordanschlag (Zweiteiler)
- 2022: Die Wannseekonferenz
- 2022: Riesending – Jede Stunde zählt
- 2023: Ein Regenbogen zu Weihnachten
- 2023: Laufen
- 2024: Mordnacht
- 2024: Mein Kind – Moya Ditina

### Fernsehserien- und reihen
- 2002: Café Meineid (Folge Da war was)
- 2005: Tatort: Tod auf der Walz
- als Kriminalhauptkommissar Franz Kappl:
  - 2006: Aus der Traum
  - 2007: Der Tote vom Straßenrand
  - 2008: Das schwarze Grab
  - 2009: Bittere Trauben
  - 2010: Hilflos
  - 2011: Heimatfront
  - 2012: Verschleppt
- 2013: Tatort: Aus der Tiefe der Zeit
- 2014: München Mord: Die Hölle bin ich
- 2014: Reiff für die Insel – Katharina und die Dänen
- 2015: Kommissarin Lucas – Der Wald
- 2015: Spuren des Bösen: Liebe
- 2015: Tannbach – Schicksal eines Dorfes (TV) Regie: Alexander Dierbach
- 2015–2020: Schwarzach 23
  - 2015: Schwarzach 23 und die Hand des Todes
  - 2016: Schwarzach 23 und die Jagd nach dem Mordsfinger
  - 2018: Schwarzach 23 und der Schädel des Saatans
  - 2020: Schwarzach 23 und das mörderische Ich
- 2016: Pregau – Kein Weg zurück (4 Folgen)
- 2017–2019: Hindafing (2 Staffeln, 12 Folgen)
- 2018–2019: Arctic Circle – Der unsichtbare Tod (10 Folgen)
- 2019: Nachtschicht – Cash & Carry
- 2020: Oktoberfest 1900 (6 Folgen)
- 2022: Kommissarin Lucas – Goldrausch
- 2023: Gute Freunde – Der Aufstieg des FC Bayern
- 2025: Nachtschicht – Der Unfall

## Theater (Auswahl)
- seit 2002: Münchner Volkstheater
- 2004–2006: Salzburger Festspiele, Jedermann (Mammon)

## Hörbücher (Auswahl)
- 2007: Odette Toulemonde und andere Geschichten von Éric-Emmanuel Schmitt. Random House Audio. ISBN 978-3-86604-751-8

## Auszeichnungen
- 2005: Merkur-Theaterpreis für seine Darstellung des Boandlkramers in Der Brandner Kaspar und das ewig’ Leben
- 2005: Stern des Jahres der Münchner Abendzeitung für seine Darstellung des Boandlkramers in Der Brandner Kaspar und das ewig’ Leben
- 2005: Undine Award – Nominierung bester Filmdebütant
- 2006: Deutscher Kritikerpreis
- 2006: Romy-Fernsehpreis – Nominierung als bester männlicher Shootingstar
- 2006: Nominierung für den Adolf-Grimme-Preis für seine Darstellerleistung in den Filmen Papa und Mama und Tatort: Tod auf der Walz
- 2006: Bayerischer Kunstförderpreis – Sparte Darstellende Kunst
- 2007: Europäischer Shooting Star 2007 aus Deutschland der European Film Promotion (EFP) im Rahmen der Berlinale
- 2007: Kulturpreis des Landkreises Rosenheim
- 2018: Bayerischer Fernsehpreis – bester Darsteller in der Kategorie Fernsehfilm / Serien und Reihen für seine Rolle in Hindafing (BR)